# Sooke
Los sooke o t'sou-ke son una tribu amerindia de lengua salish. En 2000 eran 657 individuos que ocupaban dos reservas de 62,7 hectáreas al sur de la isla de Vancouver (Columbia Británica), en Canadá.
El nombre deriva de las tribus Sookdels salish de los estrechos. Fueron casi aniquilados en un ataque combinado de los cowichan, klallam y nitinaht en 1848. La derivación de "sooke" proviene del nombre nativo de un pez (gasterosteus aculeatus) que habita en dicho territorio. Muy pronto también contactaron con los europeos de la Compañía de la Bahía de Hudson.  Por la Joint Reserve Commission de 1877 les atribuyeron dos reservas.
El jefe actual de la tribu es David Planes.

## Enlace
- Página de la Nación T'sou-ke

- Datos: Q993727
- Multimedia: Sooke, British Columbia / Q993727